# Kleinstbildkamera
Bei Kleinstbildkameras handelt es sich um fotografische Kameras mit einem Bildformat unter ungefähr 2 cm Kantenlänge.

## Geschichte
Die (noch nicht standardisierten) Miniaturkameras der 1850er Jahre verwendeten häufig fotografische Platten mit einer Seitenlänge von 2,5 cm, so beispielsweise die Apparate von Thomas Skaife (1858) und Charles Piazzi Smyth (1859 ff.). Diese Negative wurden – was zu dieser Zeit vollkommen unüblich war – vergrößert.

## Kameratypen

### Sucherkameras

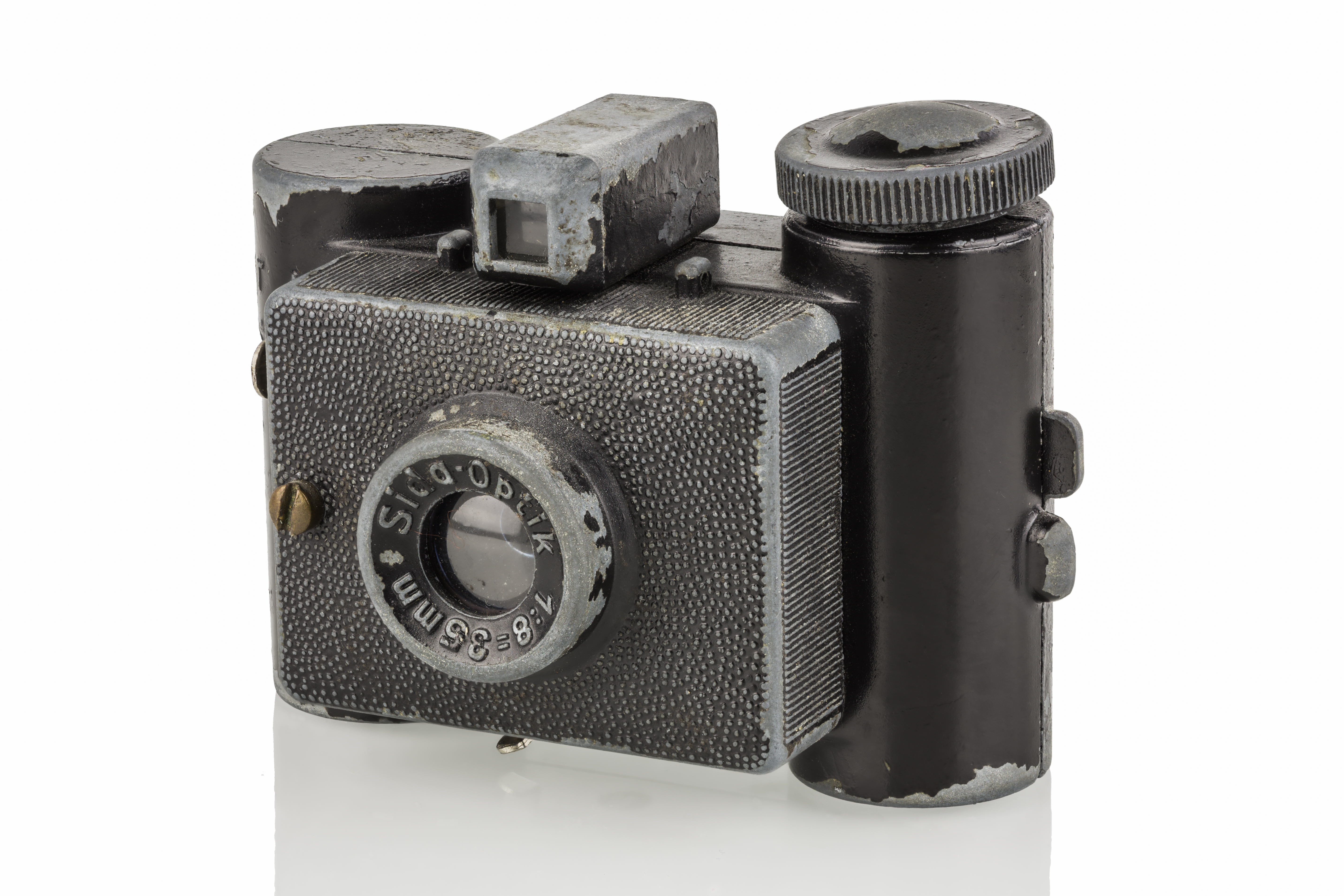
SIDA Standardmodell (1938), Miniaturkamera aus Gussmetall

Analoge Kleinstbildkameras werden nahezu ausnahmslos als Sucherkamera angeboten. Bei digitalen Sucherkameras ist es häufig möglich, anstatt des Suchers das rückwärtige Display zu benutzen.

### Einäugige Spiegelreflexkameras
Mit Minolta und Asahi Pentax boten lediglich zwei Hersteller eine Spiegelreflex-Pocketkamera an, für die übrigen Filmtypen gab es überhaupt keine Spiegelreflexkameras. Die beiden Modelle fanden in Fachkreisen eine große Beachtung und daraufhin auch eine bescheidene Verbreitung. Sie blieben aber die Ausnahme.

## Filme und Formate

### Minox 8 mm × 11 mm

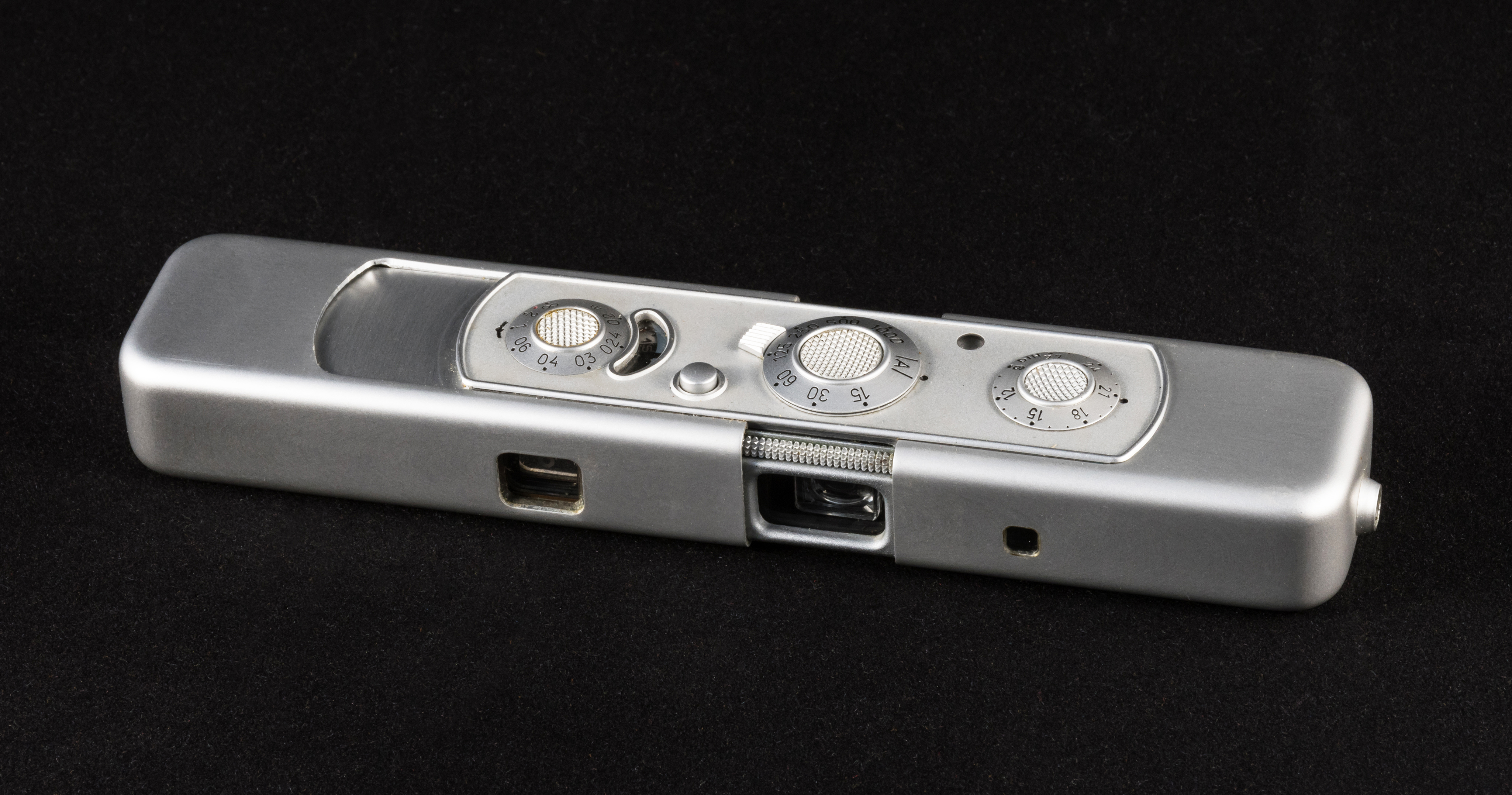
Minox C für 8 mm × 11-mm-Film

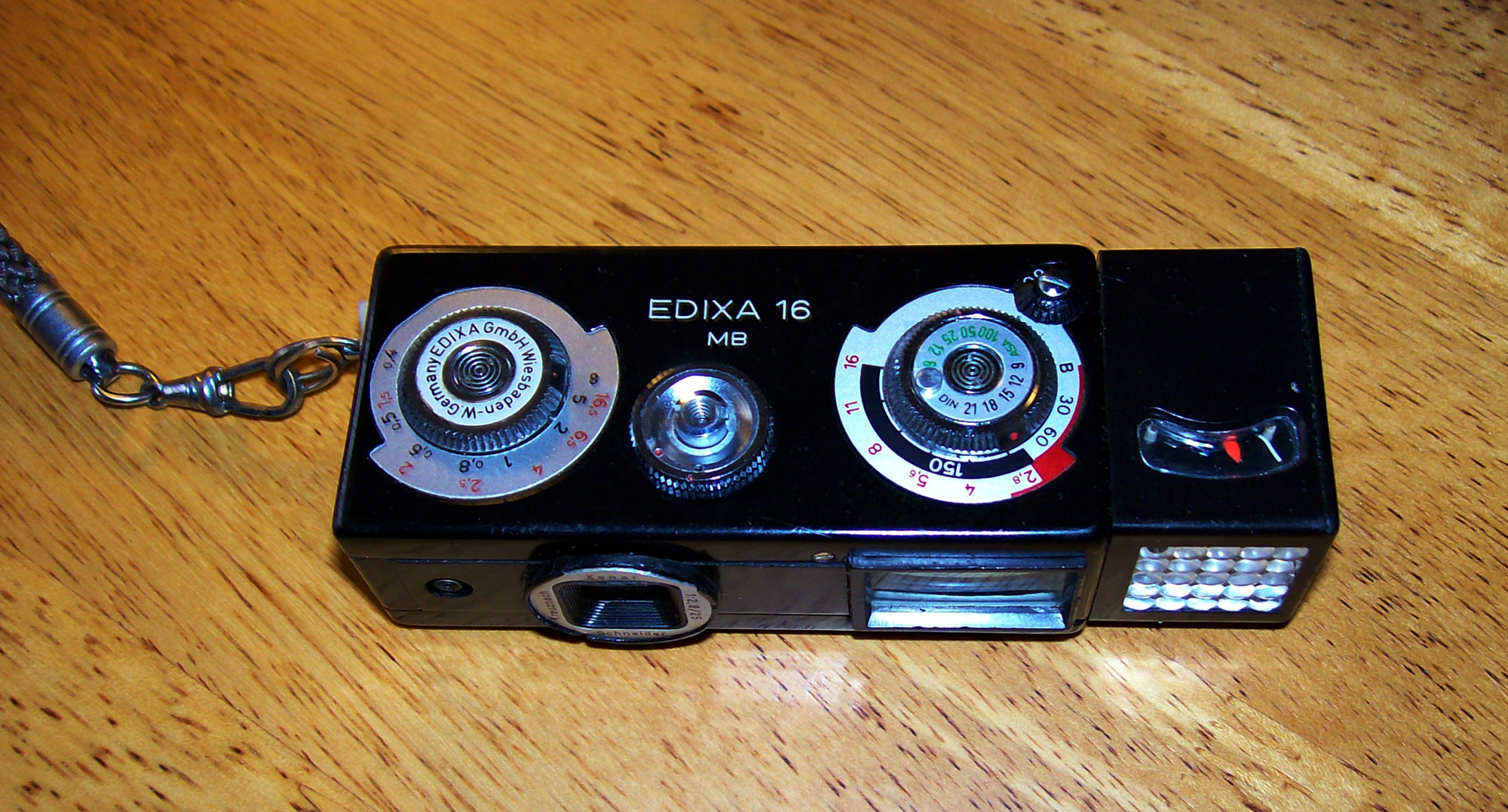
16-mm-Kleinstbildkamera Edixa 16 MB (Entwurf: Heinz Waaske)

Die Minox 8x11-Kameras für das Format 8 mm × 11 mm sind in besonderem Maße Kleinstbildkameras, genaugenommen müsste man noch einmal zwischen dieser und 16-mm-Kameras unterscheiden, der Sprung vom Kleinbildformat 24 mm × 36 mm zum Pocketfilm ist nämlich ebenso groß wie vom Pocketformat zur Minox. Dabei ist nicht nur das Format, sondern auch der Film selbst extrem klein, seine Breite beträgt 9,5 mm. Dies ist besonders für Spionageanwendungen von Bedeutung, um ihn möglichst unerkannt transportieren zu können. In Privathand ist das Minox-System nur von einigen engagierten Amateuren verwendet worden, es hat aber über viele Jahre eine konstant bescheidene Verbreitung gefunden.

### 16-mm-Film
In den frühen 1960er-Jahren kamen mehrere Kameras für den 16-mm-Schmalfilm auf den Markt. Dieses Format fand allerdings keine große Verbreitung und geriet mit dem Erscheinen des Pocketfilms wieder in Vergessenheit. Dies lag daran, dass Kodak keine Filmpatronen dafür anbieten wollte. So musste Rollei für seine Rollei 16 selbst Filme konfektionieren und vertreiben. Eine weitere bekannte deutsche Kamera ist die Edixa 16, sie verwendete die gleichen Patronen nach der DIN-Norm 19022. Beide Kameras belichteten das Format 12 mm × 16 mm. Ursprünglich fand auch doppelseitig perforierter Film Verwendung, der selbst konfektioniert, also von einer Schmalfilmkameraspule gewickelt werden musste. Minolta führte 1970 eine fertig konfektionierte Kassette mit 16-mm-Film ein, die ebenfalls das Aufnahmeformat 12 × 16 mm verwendete.

### Typ 110
Mit dem 1972 von Kodak vorgestellten Pocketfilm kamen Kleinstbildkameras sehr in Mode, dieser Film mit dem Format 13 mm × 17 mm war in den 1970er-Jahren extrem weit verbreitet, was sich im Laufe des folgenden Jahrzehnts dann wieder änderte. Er hatte nicht nur für Einsteigerkameras, sondern auch für solche der mittleren Preisklasse um 300 DM eine erhebliche Bedeutung.

### Discfilm
Kodak versuchte mit dem Diskfilm, ein scheibenförmiger Film mit der Bildgröße 8 mm × 10 mm, die Idee der Pocketkamera neu zu beleben, es blieb aber bei einem kaum nennenswerten Erfolg in den 1980er-Jahren. Ganz im Gegensatz zum Pocketfilm erwarben auch nur sehr wenige Kamerahersteller eine Lizenz; anspruchsvolle Modelle gab es überhaupt nicht zu kaufen, so dass dieser Film für Fotoamateure keinerlei Bedeutung erlangte.

### Digitale Sensoren
Da große digitale Sensoren teuer zu produzieren sind, erschienen die ersten Consumer-Digitalkameras im Pocketformat. Sie fanden sehr schnell weite Verbreitung und machen heute den größten Anteil unter den Fotokameras aus. Vorläufer der Digitalkameras waren die Still-Video-Kameras der ausgehenden 1980er-Jahre, sie zeichneten ein Analogsignal auf einer Diskette auf.

## Eigenschaften

### Größe und Gewicht

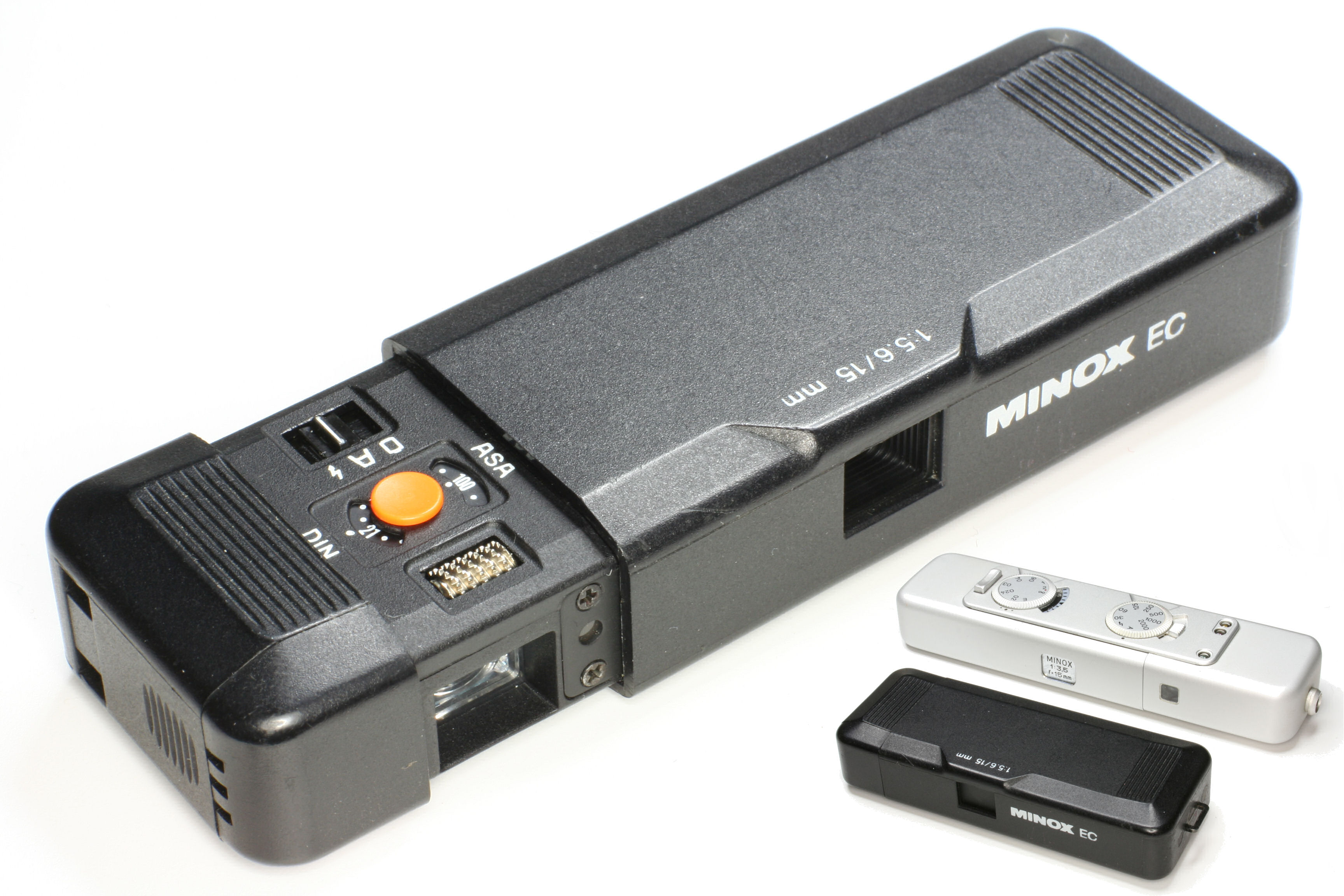
Minox EC, Größenvergleich mit der Minox LX

Bei gehobenen Kleinstbildkameras spielt die Größe eine bedeutende Rolle, sie sind aufwendig auf möglichst geringe Abmessungen konstruiert. Einfachere Modelle, insbesondere die Standard-Pocketkameras der 1970er Jahre sind nur einigermaßen, aber nicht extrem klein gehalten. Bei den Digitalkameras bieten die Hersteller meistens zwei Produktlinien an, zum einen extrem kleine Kameras, welche die Position von Pocketkameras einnehmen, und etwas größere Modelle, die sich meistens leichter bedienen lassen, ein schwenkbares Display besitzen und mit einem Filterhalter für das Objektiv ausgestattet werden können.

### Kosten
Analoge Kleinstbildkameras liegen sowohl in den Anschaffungs- wie auch in den Betriebskosten auf dem Niveau der Kleinbildkameras. Lediglich für eine extreme Miniaturisierung ist ein Aufpreis erforderlich, dies gilt speziell für die Minox-Kameras. Bei den digitalen Kameras sind Sensoren für Kleinstbild billiger als für Kleinbild, was infolgedessen auch für die gesamte Kamera gilt. Auch hier sind allerdings extrem kleine Kameras etwas teurer.

### Schärfentiefe
Kleinstbildkameras besitzen aufgrund der kurzen Brennweite ihrer Objektive ausnahmslos eine große Schärfentiefe, es ist mit ihnen nahezu unmöglich, den Hintergrund durch Unschärfe vom Vordergrund abheben zu lassen. Anderseits lassen sich leicht weit voneinander entfernte Objekte gleichzeitig scharf stellen, womit Effekte möglich sind, an die bereits im Falle von Kleinbildkameras nicht zu denken ist. Die große Schärfentiefe ermöglicht es auch leicht, sich mit einer ungefähren Schärfeneinstellung zu begnügen.

### Bildqualität
Mit dem Pocketformat ist naturgemäß nur eine eingeschränkte Bildqualität möglich, die aber bei sorgfältigem Arbeiten bereits ein erstaunliches Niveau erreicht. Dem kommt entgegen, dass sich Objektive für einen kleinen Bildkreis mit besonders hoher Auflösung konstruieren lassen. Bei den Minox-Kameras besitzt das extrem kleine Aufnahmeformat nur noch eine für Abzüge im Format von etwa 13 cm × 18 cm ausreichende Auflösung. Beim Einsatz als Spionagekamera wird deswegen ein spezieller Dokumentenfilm verwendet, der einen extrem hohen Kontrast besitzt, also keine Grautöne wiedergibt, dafür aber extrem hochauflösend ist.

## Einsatzgebiete

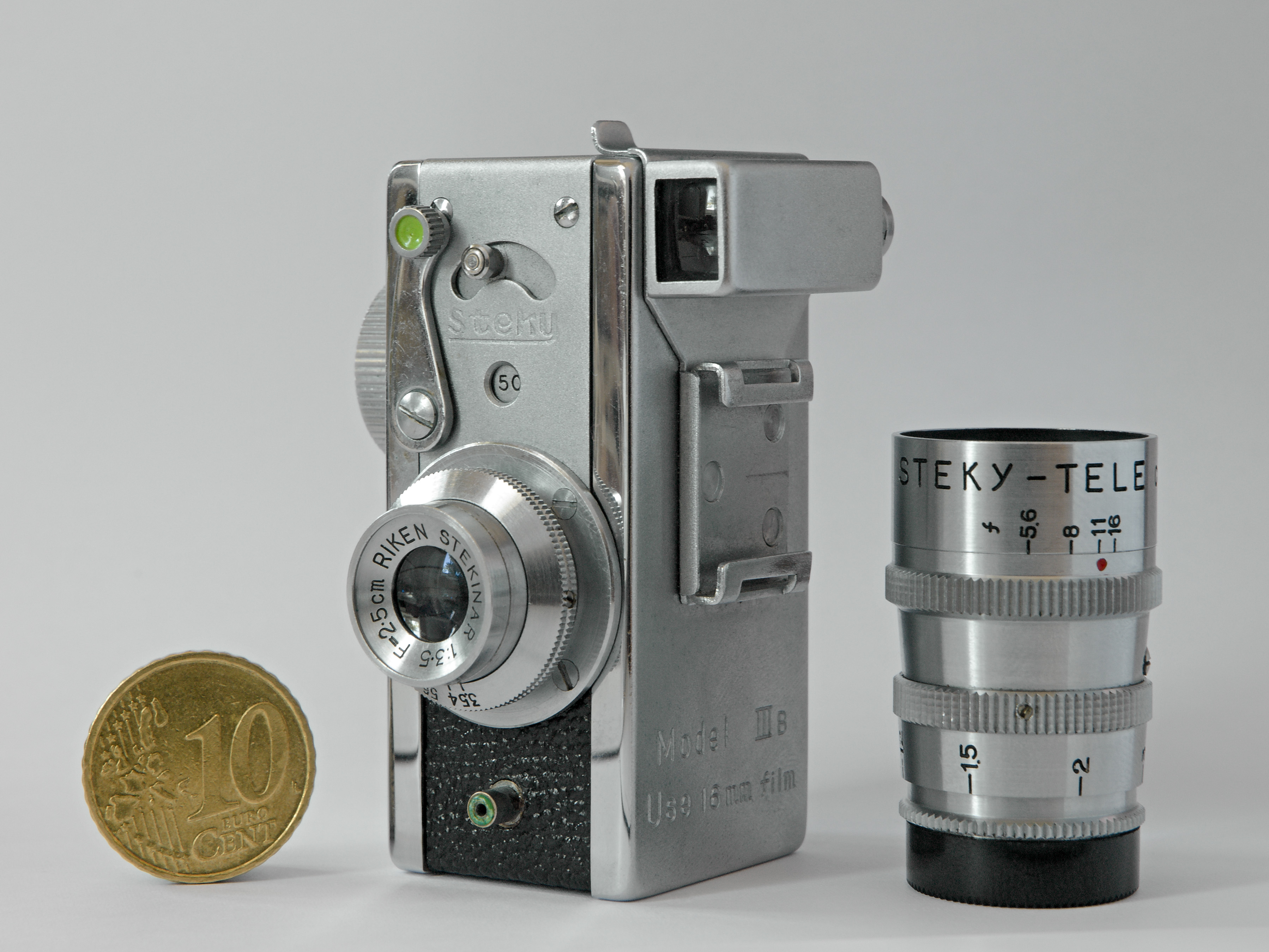
16-mm-Kleinstbildkamera Steky III B mit auswechselbarem Objektiv

Kleinstbildkameras lassen sich kaum wirklich universell einsetzen, die meisten sind auf ihre Baugröße optimiert.
Als kompakte, zwinkernde und Immer-dabei-Lösung für Schnappschüsse sind die meisten der für den Typ-110-Film konfektionierten Kameras gut geeignet. Für die weite Verbreitung mag die Ähnlichkeit mit den Spionage-Kameras von Minox und die meist robuste, handtaschentaugliche Bauart und Größe beigetragen haben. Langfristig war die kompakte Kleinbildkamera mit teilweise nur geringfügig größerer Bauart dank Blitz, Zoom und Filmauswahl überlegen.
Aber selbst zur Systemkamera Pentax auto 110 gehörte kein umfangreiches Objektivprogramm. Dies hat allerdings keinerlei technische Gründe, es wäre durchaus möglich, ein umfangreiches System zu entwickeln. Von Vorteil sind Kleinstbildkameras beim Einsatz an Ferngläsern oder Fernrohren, mit einem Adapter funktionieren sie daran besonders gut. Während Spielzeugkameras sowohl beim Format 110 als auch beim regulären Format 135 zu finden sind, bleiben Einwegkameras scheinbar die Domäne des weiter verbreiteten 35-mm-Formates.